# Konwent Europejski
Konwent Europejski, znany też jako Konwent w Sprawie Przyszłości Europy – ciało ustanowione przez Radę Europejską w grudniu 2001, jako rezultat Deklaracji z Laeken. Jego celem było opracowanie szkicu konstytucji dla Unii Europejskiej, który Rada Europejska miała sfinalizować i ostatecznie przyjąć. Konwent zakończył swoje prace w lipcu 2003.
Konwent miał swój początek na szczycie Rady Europejskiej w Nicei, w grudniu 2000. Szczyt szukał porozumienia w sprawie procesu rewidowania istniejących traktatów, na których została oparta Unia Europejska, jako wprowadzenie do rozszerzenia Europy. Zgodzono się co do konieczności rozpoczęcia szerszej i bardziej pogłębionej debaty na temat przyszłości UE i w konsekwencji Rada przyjęła deklarację w sprawie przyszłości UE, będącą załącznikiem do traktatu nicejskiego. Proces miał się rozpocząć fazą otwartej debaty przed spotkaniem w Laeken w następnym roku, gdy miano już lepiej rozumieć, jakie wyłaniają się potrzeby.
Deklaracja przyjęta w Nicei ustanowiła cztery główne tematy, które miano szczegółowo rozpatrzyć:
- Jak osiągnąć bardziej precyzyjne rozdzielenie zakresu władzy między Unią Europejską i jej państwami członkowskimi, w zgodzie z zasadą subsydiarności.
- Status karty praw podstawowych Unii Europejskiej proklamowanej w Nicei.
- Jak uprościć istniejące traktaty europejskie, aby uczynić je jaśniejszymi.
- Rola parlamentów narodowych w Unii Europejskiej.

## Deklaracja z Laeken
W grudniu 2001, gdy Rada Europejska spotkała się w Laeken, została przyjęta deklaracja nakazująca Unii Europejskiej dążenie do demokracji, przejrzystości działania i skuteczności, i zapoczątkowująca proces przyjęcia konstytucji. Miało to być zrealizowane poprzez działania Konwentu, który miał zbadać kwestie dotyczące przyszłych kierunków rozwoju Unii. Celem było opracowanie zarysu konstytucji, która miała być przekazana pod obrady międzyrządowej konferencji, wyznaczone na 2004, w celu ostatecznej finalizacji.

## Praca konwentu
Konwent Europejski składał się ze 105 członków i 102 zastępców. Konwent spotkał się po raz pierwszy w lutym 2002 i spotykał się potem na sesjach plenarnych raz lub dwa razy w miesiącu. Prace Konwentu wspierał międzynarodowy sekretariat, który przygotowywał dokumenty na sesje, opracowywał sprawozdania z debat oraz zajmował się techniczną organizacją posiedzeń. Konwent powołał grupy robocze.
- Pierwotnie powołano:
  - Grupa Robocza I ds. Subsydiarności
  - Grupa Robocza II ds. Karty Praw Podstawowych Unii Europejskiej
  - Grupa Robocza III ds. Osobowości Prawnej Unii Europejskiej
  - Grupa Robocza IV ds. Parlamentów Narodowych
  - Grupa Robocza V ds. Kompetencji Uzupełniających
  - Grupa Robocza VI ds. Reformy Ekonomicznej
- Potem powołano kolejne grupy:
  - Grupa Robocza VII ds. Stosunków Zewnętrznych
  - Grupa Robocza VIII ds. Obrony
  - Grupa Robocza IX ds. Uproszczenia (procedur i instrumentów)
  - Grupa X ds. Wolności, Bezpieczeństwa i Sprawiedliwości
- W kolejnym etapie powołano:
  - Grupę XI ds. Socjalnych

Konwent zakończył prace w lipcu 2003, przyjmując projekt traktatu konstytucyjnego.

## Skład Konwentu
Przewodniczący
- Valéry Giscard d’Estaing

Wiceprzewodniczący
- Giuliano Amato
- Jean-Luc Dehaene

Przedstawiciele głów państw lub rządów państw członkowskich (w nawiasie zastępcy członków)
- Belgia: Louis Michel (Pierre Chevalier)
- Dania: Henning Christophersen (Poul Schlüter)
- Niemcy: Peter Glotz, później Joschka Fischer (Gunter Pleuger, później Hans Martin Bury)
- Grecja: Jorgos Katiforis, później Jorgos Papandreu (Panajotis Joakimidis, później Jorgos Katiforis)
- Hiszpania: Ana de Palacio, później Alfonso Dastis (Carlos Bastarreche, później Alfonso Dastis)
- Francja: Pierre Moscovici, później Dominique de Villepin (Pierre Vimont, później Pascale Andreani)
- Irlandia: Ray MacSharry, później Dick Roche (Bobby McDonagh)
- Włochy: Gianfranco Fini (Francesco Speroni)
- Luksemburg: Jacques Santer (Nicolas Schmit)
- Holandia: Hans van Mierlo, później Gijs de Vries (Thom de Bruijn)
- Austria: Hannes Farnleitner (Gerhard Tusek)
- Portugalia: João de Vallera, później Ernâni Lopes (Manuel Lobo Antunes)
- Finlandia: Teija Tiilikainen (Antti Peltomäki)
- Szwecja: Lena Hjelm-Wallén (Lena Hallengren, później Sven-Olof Petersson)
- UK: Peter Hain (Patricia Scotland)

Przedstawiciele parlamentów państw członkowskich (w nawiasie zastępcy członków)
- Belgia: Karel De Gucht (Danny Pieters), Elio Di Rupo (Marie Nagy)
- Dania: Peter Skaarup (Per Dalgaard Christiansen), Henrik Dam Kristensen (Niels Helveg Petersen)
- Niemcy: Jürgen Meyer (Peter Altmaier), Erwin Teufel (Wolfgang Senff, później Wolfgang Gerhards)
- Grecja: Paraskiewas Awjerinos (Nikos Konstandopulos), Marieta Janaku (Ewripidis Stilianidis)
- Hiszpania: Josep Borrell (Diego López Garrido), Gabriel Cisneros (Alejandro Muñoz-Alonso)
- Francja: Alain Barrau, później Pierre Lequiller (Anne-Marie Idrac, później Jacques Floch), Hubert Haenel (Robert Badinter)
- Irlandia: John Bruton (Martin Cullen, później Pat Carey), Proinsias De Rossa (John Gormley)
- Włochy: Marco Follini (Valdo Spini), Lamberto Dini (Filadelfio Basile)
- Luksemburg: Paul Helminger (Gaston Gibéryen), Ben Fayot (Renée Wagener)
- Holandia: René van der Linden (Wim van Eekelen), Frans Timmermans (Hans van Baalen, później Jan Jacob van Dijk)
- Austria: Caspar Einem (Eva Lichtenberger), Reinhard Eugen Bösch (Gerhard Kurzmann, później Eduard Mainoni)
- Portugalia: Alberto Costa (Osvaldo de Castro, później Guilherme d’Oliveira Martins), Maria Eduarda Azevedo (António Nazaré Pereira)
- Finlandia: Kimmo Kiljunen (Riitta Korhonen, później Hannu Takkula), Matti Vanhanen, później Jari Vilén (Esko Helle)
- Szwecja: Sören Lekberg (Kenneth Kvist), Göran Lennmarker (Ingvar Svensson)
- UK: Gisela Stuart (John Tomlinson), David Heathcoat-Amory (Bob Maclennan)

Przedstawiciele Parlamentu Europejskiego (w nawiasie zastępcy członków)
- EPP-ED: Elmar Brok (Teresa Almeida Garrett), Timothy Kirkhope (John Cushnahan), Alain Lamassoure (Piia-Noora Kauppi), Hanja Maij-Weggen (Reinhard Rack), Íñigo Méndez de Vigo (Alexander Macmillan), Antonio Tajani (Joachim Wuermeling)
- PES: Klaus Hänsch (Pervenche Berès), Olivier Duhamel (Maria Berger), Luís Marinho (Carlos Carnero), Linda McAvan (Elena Ornella Paciotti), Anne Van Lancker (Helle Thorning-Schmidt)
- ELDR: Andrew Duff (Lone Dybkjær)
- G-EFA: Johannes Voggenhuber (Neil MacCormick)
- EUL/NGL: Sylvia-Yvonne Kaufmann (Esko Seppänen)
- UEN: Cristiana Muscardini (Luís Queiró)
- EDD: Jens-Peter Bonde (William Abitbol)

Przedstawiciele Komisji Europejskiej (w nawiasie zastępcy członków)
- Michel Barnier (David O’Sullivan)
- António Vitorino (Paolo Ponzano)

Przedstawiciele rządów państw kandydujących (w nawiasie zastępcy członków)
- Cypr: Michalis Atalidis (Teofilos Teofilu)
- Malta: Peter Serracino Inglott (John Inguanez)
- Węgry: János Martonyi, później Péter Balázs (Péter Gottfried)
- Polska: Danuta Hübner (Janusz Trzciński)
- Rumunia: Hildegard Puwak (Ion Jinga, później Constantin Ene)
- Słowacja: Ján Figeľ, później Ivan Korčok (Juraj Migaš)
- Łotwa: Roberts Zīle, później Sandra Kalniete (Guntars Krasts, później Roberts Zīle)
- Estonia: Lennart Meri (Henrik Hololei)
- Litwa: Rytis Martikonis (Oskaras Jusys)
- Bułgaria: Meglena Kunewa (Neli Kuckowa)
- Czechy: Jan Kavan, później Jan Kohout (Jan Kohout, później Lenka Rovná)
- Słowenia: Matjaž Nahtigal, później Dimitrij Rupel (Janez Lenarčič)
- Turcja: Mesut Yılmaz, później Yaşar Yakış, później Abdullah Gül (Nihat Akyol, później Oğuz Demĭralp)

Przedstawiciele parlamentów państw kandydujących (w nawiasie zastępcy członków)
- Cypr: Eleni Mawru (Marios Matsakis), Panajotis Dimitriu (Andrula Wasiliu)
- Malta: Michael Frendo (Dolores Cristina), Alfred Sant (George Vella)
- Węgry: József Szájer (András Kelemen), Pál Vastagh (István Szent-Iványi)
- Polska: Józef Oleksy (Marta Fogler), Edmund Wittbrodt (Genowefa Grabowska)
- Rumunia: Liviu Maior, później Alexandru Athanasiu (Péter Eckstein-Kovács), Puiu Hașotti (Adrian Severin)
- Słowacja: Pavol Hamžík, później Ján Figeľ (František Šebej, później Zuzana Martináková), Irena Belohorská (Oľga Keltošová, później Boris Zala)
- Łotwa: Rihards Pīks (Māris Sprindžuks, później Guntars Krasts), Edvīns Inkēns, później Liene Liepiņa (Inese Birzniece, później Arturs Krišjānis Kariņš)
- Estonia: Tunne Kelam (Liia Hänni, później Liina Tõnisson), Peeter Kreitzberg, później Rein Lang (Ülo Tärno, później Urmas Reinsalu)
- Litwa: Vytenis Andriukaitis (Rolandas Pavilionis, później Gediminas Dalinkevičius, później Gintautas Šivickas), Alvydas Medalinskas, później Algirdas Gricius (Dalia Kutraitė-Giedraitienė, później Alvydas Medalinskas, później Eugenijus Maldeikis)
- Bułgaria: Danieł Wyłczew (Aleksandyr Arabadżiew), Nikołaj Mładenow (Nesrin Uzun)
- Czechy: Jan Zahradil (Petr Nečas), Josef Zieleniec (František Kroupa)
- Słowenia: Slavko Gaber, później Jelko Kacin (Danica Simšič, później Feri Horvat), Lojze Peterle (Mihael Brejc)
- Turcja: Ali Tekin, później Zekeriya Akçam (Kürşat Eser, później İbrahim Reyhan Özal), Ayfer Yılmaz, później Kemal Derviş (Emre Kocaoğlu, później Necdet Budak)

Obserwatorzy
- Komitet Regionów: Jos Chabert, Manfred Dammeyer, Patrick Dewael, Claude du Granrut, Claudio Martini, Ramón Luis Valcárcel (wcześniej Eduardo Zaplana i Eva-Riitta Siitonen)
- Europejski Komitet Ekonomiczno-Społeczny: Göke Frerichs, Roger Briesch, Anne-Marie Sigmund
- Europejscy partnerzy społeczni: Emilio Gabaglio, João Cravinho, Georges Jacobs
- Europejski rzecznik praw obywatelskich: Jacob Söderman, później Nikiforos Diamanduros

Źródło: strona Konwentu Europejskiego.